# Defenestrazione di Praga (1419)

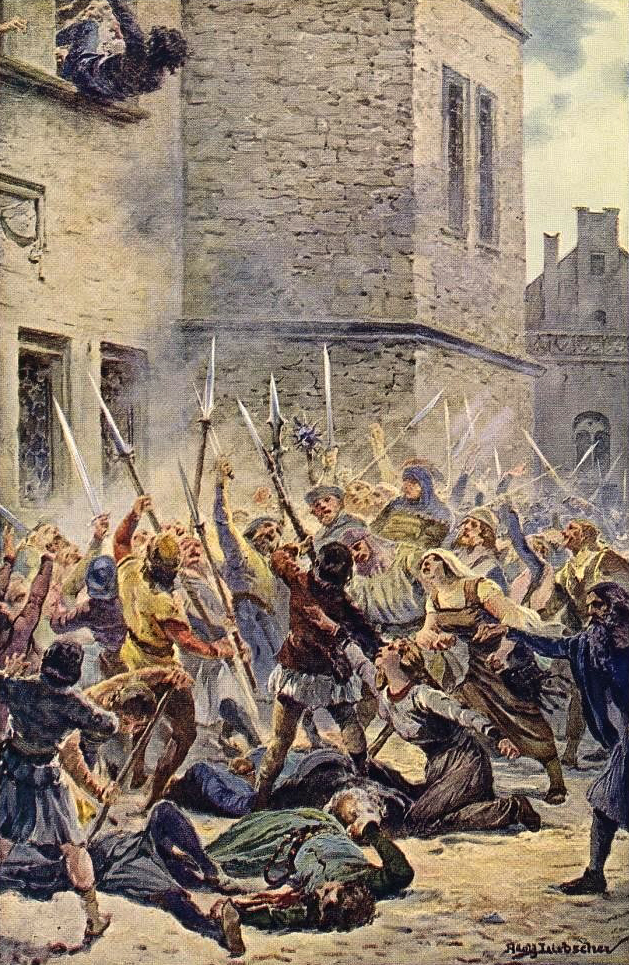
La prima defenestrazione di Praga di Adolf Liebscher

La prima defenestrazione di Praga, avvenuta il 30 luglio 1419, consistette nell'uccisione di sette membri dell'ostile consiglio cittadino da parte di una folla di radicali cechi hussiti. La prolungata guerra hussita scoppiò subito dopo, e durò fino al 1436.

## Storia
Jan Želivský, un prete hussita della chiesa della Vergine della neve, organizzò una processione dei propri fedeli lungo le strade di Praga sino al palazzo del municipio della Città Nuova (Novoměstská radnice), nella piazza Carlo (Karlovo náměstí); tale atto doveva rappresentare un segno di protesta contro il rifiuto da parte dei membri del consiglio della città ad uno scambio di prigionieri, inteso a liberare alcuni hussiti rinchiusi nelle carceri. Inoltre, la processione era il risultato del crescente malcontento causato dall'ineguaglianza tra le posizioni nobiliari e la Chiesa; questo malcontento, combinato con un crescente nazionalismo e un aumento di influenza delle correnti radicali, come quella guidata dallo stesso Jan Želivský, si accanì contro la corruzione della Chiesa cattolica.
Durante la processione una pietra lanciata da una finestra colpì Želivský; in seguito a questo attacco la folla, guidata da Jan Troznowski, detto Žižka, il leggendario condottiero cieco da un occhio, irruppe nel palazzo. Qui presero prigionieri un giudice, il borgomastro e altri membri del consiglio per un totale di sette persone, gettandole poi da una finestra sulla strada, dove vennero finite dalla folla. Secondo alcuni, re Venceslao IV, venuto a conoscenza della notizia, ne fu talmente impressionato da subire un ictus e morirne poco tempo dopo.